# Башня Святого Луциана
Башня Святого Луциана (англ. St Lucian Tower) — фортификационное сооружение на острове Мальта, построенное в 1610—1611 годах мальтийскими рыцарями на берегу залива Марсаклокк. Одна из крепостей Викторианской эпохи Британской империи.
В XIX веке британцы перестроили башню, пристроили к ней казематы, прорыли канаву вокруг крепости, установили дополнительные ворота и пушки.
Башня Святого Луциана являлась частью кольца крепостей, защищавших залив Марсаклокк от военного вторжения, в которое входили также:
- Форт Делимара[англ.]
- Форт Тас-Силг[англ.]
- Форт Бенгхиса[англ.]

В настоящее время форт принадлежит Мальтийскому центру изучения рыболовства (The Malta Centre For Fisheries Sciences). Казематы пусты; канава, окружающая крепость, — зарастает травой; самой крепости требуется ремонт.

## Галерея
- Каземат.